# Maria Leopoldine von Österreich-Tirol

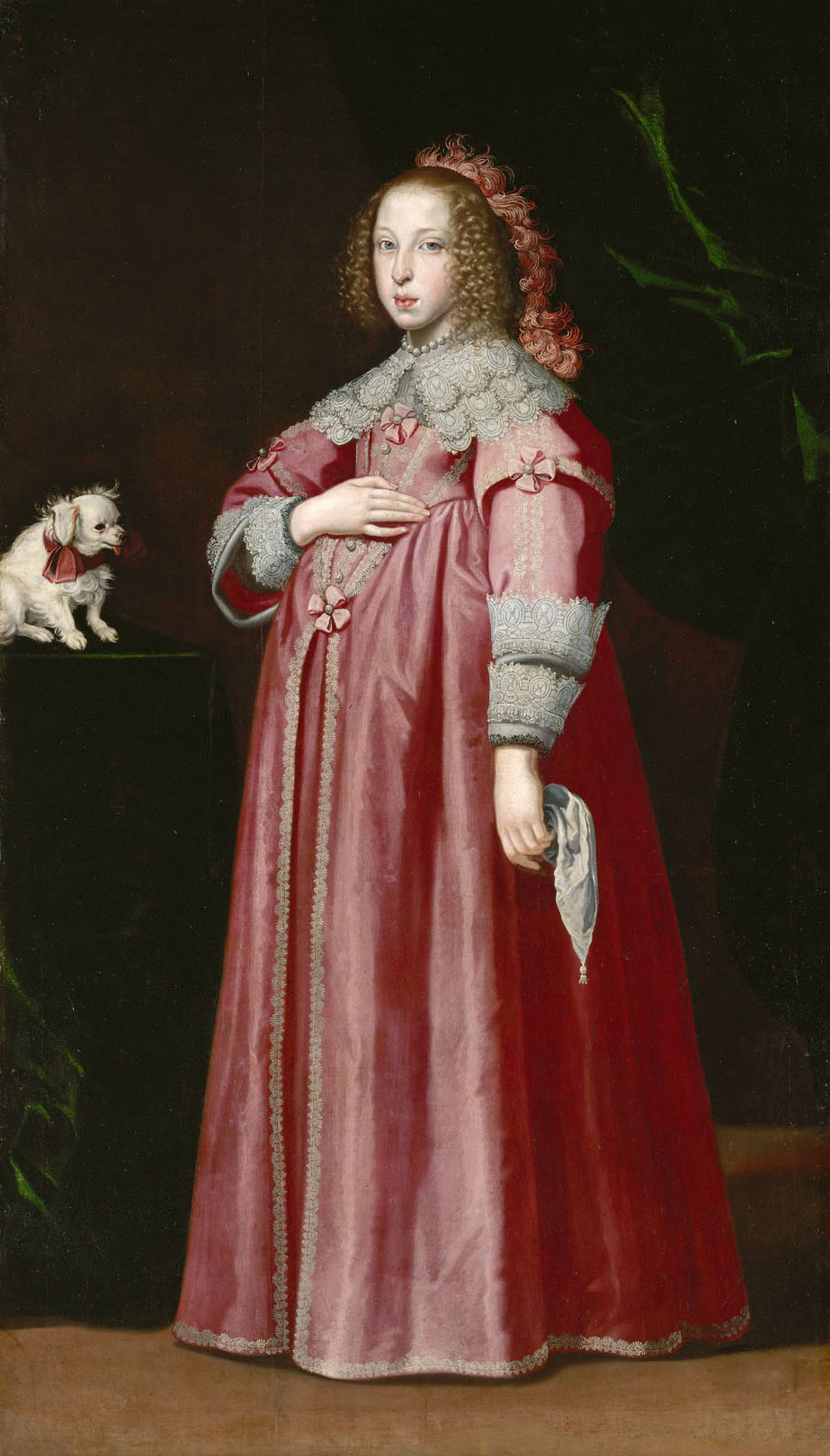
Lorenzo Lippi – Kaiserin Maria Leopoldine im hochschwangeren Zustand, Öl auf Leinwand, 1649, Kunsthistorisches Museum, Wien

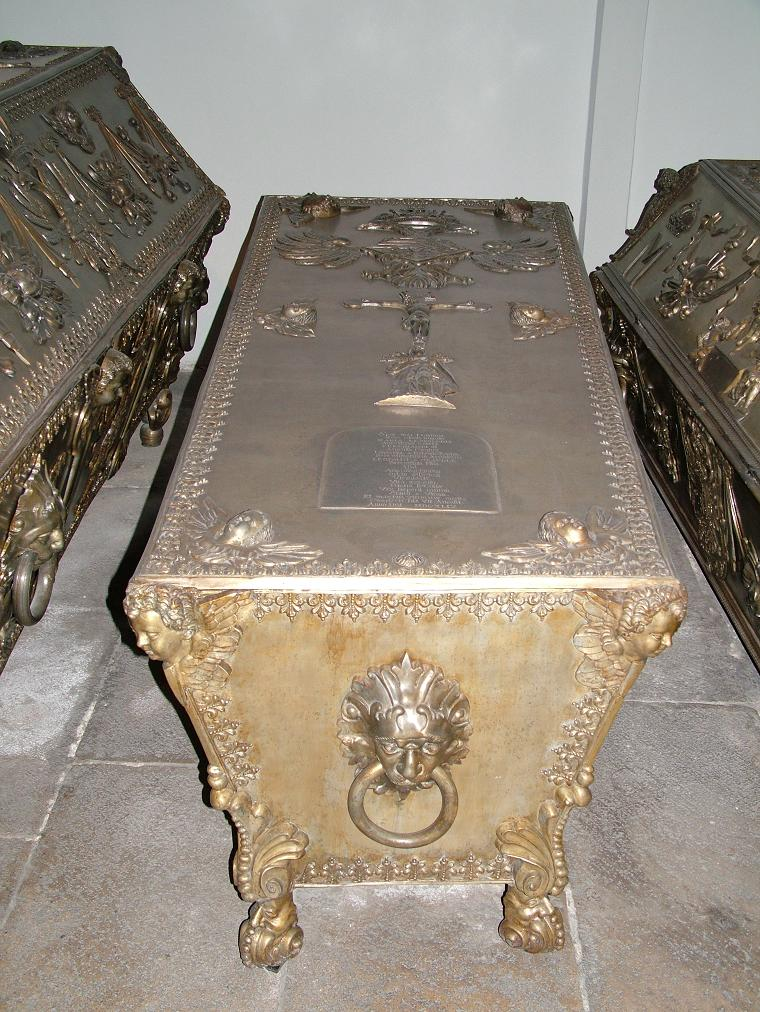
Grab der Kaiserin Maria Leopoldine in der Kapuzinergruft

Maria Leopoldine von Österreich (* 6. April 1632 in Innsbruck; † 7. August 1649 in Wien) war eine Erzherzogin von Österreich und durch Heirat römisch-deutsche Kaiserin sowie Königin von Böhmen und Ungarn.

## Leben
Maria Leopoldine war die jüngste Tochter des Erzherzogs Leopold V. von Österreich-Tirol (1586–1632) aus dessen Ehe mit Claudia de’ Medici (1604–1648), Tochter des Großherzogs Ferdinand I. von Toskana.
Am 2. Juli 1648 heiratete sie in prunkvoller Zeremonie in Linz ihren Cousin, den verwitweten römisch-deutschen Kaiser Ferdinand III. (1608–1657), als dessen zweite Gemahlin. Mit ihrem Mann war sie noch näher verwandt als dessen erste Gemahlin Maria Anna von Österreich.
Am 7. August 1649 gebar Maria Leopoldine in Wien einen Sohn. An den Folgen dieser Geburt starb sie noch am selben Tag 17-jährig nach 13 Monaten Ehe. Der Schriftsteller Wolf Helmhardt von Hohberg verfasste zu Beginn seines literarischen Schaffens 1649 das an Kaiser Ferdinand gerichtete Klag-Gedicht auf den Tod der Kaiserin Maria Leopoldine.
Maria Leopoldine wurde in der Leopoldsgruft der Kapuzinergruft in Wien bestattet.

## Nachkommen
Am 7. August 1649 gebar Maria Leopoldine in Wien einen Sohn:
- Karl Joseph von Österreich (1649–1664), Bischof von Passau, Olmütz und Breslau, Hochmeister des Deutschen Ordens